# Americas Tower
Americas Tower je mrakodrap stojící ve městě New York. Má 50 pater a výšku 211 metrů. Výstavba probíhala v letech 1989–1992, ale původní termín dokončení byl v roce 1991. Ten ale nebyl splněn, protože po pár měsících stavby byly stavební práce kvůli soudním sporům přerušeny a obnoveny byly až v únoru 1991. Architektem byl Swanke Hayden Connell. Na budově se střídají prvky postmoderní architektury se stylem art deco. Fasáda je obložena žulovými deskami. Budova disponuje 93 000 m2 převážně kancelářských ploch.